# Elżbieta Drużbacka
Elżbieta Drużbacka (z domu Kowalska, ur. około 1695 lub około 1698–1699, zm. 14 marca 1765  w Tarnowie) – polska poetka epoki późnego baroku, zwana przez współczesnych „słowiańską Safoną” i „Muzą sarmacką”.

## Życiorys
Większość danych biograficznych dotyczących Elżbiety Drużbackiej znana jest jedynie z pisanych przez nią licznych listów. Urodziła się w szlacheckiej rodzinie Kowalskich, zamieszkałych prawdopodobnie w Wielkopolsce. W młodości dłuższy czas przebywała na dworze Elżbiety z Lubomirskich Sieniawskiej, żony Adama Mikołaja Sieniawskiego, kasztelana krakowskiego i hetmana wielkiego koronnego. Tam odebrała staranną edukację i prawdopodobnie poznała swojego przyszłego męża, Kazimierza Drużbackiego, skarbnika żydaczowskiego, którego poślubiła około 1720 roku.
Drużbaccy mieli dwie córki: Mariannę, żonę Wojciecha Wiesiołowskiego i Annę. Po śmierci męża w 1740 roku Elżbieta Drużbacka została ochmistrzynią córki Sieniawskich, później przebywała na dworach Czartoryskich, Lubomirskich, Krasickich, wreszcie Sanguszków. Po śmierci starszej córki i sześciorga wnucząt w 1760 roku osiadła w odnowionym przez księcia Pawła Karola Sanguszkę i jego żonę Barbarę z Duninów klasztorze sióstr bernardynek w Tarnowie, gdzie zmarła 14 marca 1765 roku.

## Twórczość literacka
Utwory Elżbiety Drużbackiej docierały początkowo do czytelników jedynie w odpisach. W 1752 roku bracia Załuscy: biskupi Józef Andrzej i Andrzej Stanisław, twórcy biblioteki Załuskich wydali tom pod tytułem Zbiór rymów duchownych, panegirycznych, moralnych i światowych..., zawierający trzy poematy (w tym najbardziej do dziś znane Opisanie czterech części roku, pierwszy polski poemat opisowy), powieść fantastyczną Fabuła o książęciu Adolfie oraz drobne wiersze i powiastki alegoryczne. Było to jedyne wydanie dzieł Elżbiety Drużbackiej, które ukazało się za jej życia. W 1769 roku wydano jeszcze Historię chrześcijańską księżnej Elefantyny Eufraty oraz pojedyncze utwory w zbiorach poezji i czasopismach. Rękopisy poetki, przechowywane w Bibliotece Krasińskich uległy zniszczeniu w czasie powstania warszawskiego.
Twórczość Elżbiety Drużbackiej była wysoko ceniona przez Udalryka Radziwiłła, Ignacego Krasickiego i Hugona Kołłątaja. Charakteryzowała ją niezwykła w czasach saskich naturalność, prostota stylu i czystość języka wolnego od makaronizmów.

### Ważniejsze utwory
- Dusza po wielu grzechach zabierając się do poprawy życia szuka po pustyniach S. Marii Egipcjanki, aby ją nauczyła sposobu pokuty szczerej i drogę pokazała do szczęśliwej wieczności, powst. 1746
- Opisanie życia św. Dawida, króla izraelskiego, powst. przed 1750, fragmenty przedr. dr Prot Sowizdrzał (W. Kubacki), Odrodzenie 1947, nr 34
- Święta Maria Magdalena jak wielką stała się ohydą płci białogłowskiej w grzechach swoich, tak wielką ozdobą w pokucie, stateczną w miłości Jezusa aż do śmierci krzyżowej, powst. przed 1750
- Do tegoż J. O. Książęcia (J. J. Załuskiego) IMci na Bibliotekę publiczną warszawską, powst. przed 1750
- Opisanie czterech części roku, powst. przed 1750
- Fabuła o książęciu Adolfie, dziedzicu Roksolanii
- Forteca do Boga wystawiona, piącią bram zamknięta, to jest dusza ludzka z piącią zmysłami
- Snopek na polu życia ludzkiego związany
- Trzy monarchinie
- Punkta dla poprawienia zepsutych obyczajów polskich
- Pochwała lasów
- Skargi kilku dam w spólnej kompanii będących, dla jakich racyi z mężami swojemi żyć nie chcą
- Zbiór rytmów duchownych, panegirycznych, moralnych i światowych W. Imci Pani Elżbiety z Kowalskich Drużbackiej, skarbnikowy żydaczewskiej, zebrany i do druku podany przez J. Z. R. K. O. W., Warszawa 1752[3], „Zebranie rytmów przez wierszopisów żyjących lub naszego wieku zeszłych pisanych”, wyd. J. A. Załuski, t. 1 – 2 wydania; wydanie nast. pt. Poezje, t. 1-2, Lipsk 1837[4], Biblioteka Kieszonkowa Klasyków Polskich, t. 30-31, (zawiera: wszystkie 12 ww. tytułów, inne drobne utwory oraz elegie moralne U. Radziwiłła)
- Historia chrześcijańska księżny Elefantyny Eufraty dowcipnym przemysłem... w wierszu polskim dokładnie ułożona, dla potomnej sprawczyny pamiątki do druku podana, Poznań 1769[5], fragmenty przedr. A. Lange Skarbiec poezji polskiej, seria I, t. 1, Warszawa 1903
- Cefal i Prokris, wyd. I. Krasicki, Zabawy Przyjemne i Pożyteczne 1776, t. 13, przedr. A. Lange Skarbiec poezji polskiej, seria I, t. 1, Warszawa 1903
- Życzenie od serca pochodzące JO książęciu... Sanguszkowi, marszałkowi Trybunału Koronnego, aby szczęśliwie funkcją swoją zaczął i zakończył, (XVIII wiek)
- Przykładne z wiernej i statecznej miłości małżeństwo, fragm. i treść ogł. H. Biegeleisen Świt 1886
- Raj białostocki. Refleksja nad śmiercią. (2 wiersze), wyd. W. Bojarski Sprawozdanie Dyrekcji cesarsko-królewskiego Gimnazjum w Przemyślu za rok szkolny 1895, Przemyśl 1895
- Historia Ortobana, wyd. A. Lange Lamus 1912, t. 4
- wiersze i drobne utwory znajdują się w czasopismach: Ateneum 1938, s. 422-424; Dziennik Wileński 1816; Pamiętnik Warszawski 1823; Rozmaitości, Lwów 1841, nr 27; Tygodnik Powszechny 1950, nr 45; Zabawy Przyjemne i Pożyteczne 1776, t. 13, (tu: Nie masz czego sobie życzyć długiego życia na tym świecie; Małżeństwo szczęśliwe. Tłum. z franc.; Małżeństwo złe; Do wnuka; Pożegnanie Ulissesa z synem Telemakiem; Lais)
- wiersze rozproszone po czasopismach wyd. A. Lange Skarbiec poezji polskiej, seria I, t. 1, Warszawa 1903; kilka wierszy przedr.: J. Kott Poezja polskiego Oswiecenia. Antologia, Warszawa 1954; Wybór tekstów do dziejów kultury Wielkopolski, Poznań 1962
- rękopisy znajdowały się: Biblioteka Krasińskich (zniszcz. 1944), Ossolineum, Biblioteka Uniwersytetu Wileńskiego, Biblioteka Suskiej

### Wydanie zbiorowe
- A. Lange zamierzał sporządzić wydanie zbiorowe E. Drużbackiej. Materiały do tego wydania znajdowały się do roku 1944 w Korbutianum, Warszawa, (por. W. Borowy „Drużbaciana”, Pamiętnik Literacki, rocznik 41, 1950, s. 869)

## W kulturze
Elżbieta Drużbacka jest jedną z bohaterek powieści Olgi Tokarczuk Księgi Jakubowe (Wydawnictwo Literackie, 2014).